# 朝感ラジオ
『朝感ラジオ』（ちょうかんラジオ）は、大分放送（OBSラジオ）で2007年10月1日から2014年9月26日まで毎週月曜から金曜の6:55 - 9:00に放送されていたラジオ番組である。

## 概要
OBSラジオの平日朝のワイド番組はこれまで、「おはようラジオ」が8:20 - 9:55にかけて放送されてきたが、2007年10月改編で「おはようラジオ」の放送時間を拡大する形で開始されたのが当番組である。同日には「リフレッシュ@」「ごごらくワイド」も放送を開始している。
男性パーソナリティは開始当初、3名のアナウンサーが日替わりで担当していたが、2009年4月6日放送分から村津孝仁に一本化されるとともに、タイトルも『村津孝仁の朝感ラジオ』に改題された。
7・8時台は途中で全国ネットの番組が複数挿入されていた。
番組は7年間続き、2014年9月26日に放送を終了した。9月29日以降、「朝感」を放送していた時間帯のうち7・8時台は「スタート!」に、9時台は「イチスタ☆」にそれぞれ引き継がれている。

## 放送時間
- 月～金曜 6:55 - 9:55（JST、180分）

例年1月2日、3日が放送日に当たる場合、箱根駅伝中継の為9:00までの放送となっていた。

## パーソナリティ
北里以外は全てOBSアナウンサー。なお、北里は9時台のみの出演であった。

### 最終回時点
- 村津孝仁（2007年10月3日 - 2014年9月26日）
- 北里典子（2007年10月1日 - 2014年9月26日）

### 過去のパーソナリティー
- 石川正史（2007年10月1日 - 2009年3月31日）
- 吉田諭司（2007年10月4日 - 2009年4月1日）

## タイムテーブル
2014年9月時点。なお、ラジオショッピングについてはタイムテーブルとは異なる時間に挿入されたり、タイムテーブル通りに放送されないこともあった。
- 6:55 - オープニング
- 6:56 - モーニングフラッシュ!（全国ニュース）、天気情報
- 7:00 - 県内ニュース、スポーツニュース
- 7:05 - JFマリンバンク海の天気予報（企画ネット番組）
- 7:10 - やじうまニュースネットワーク（ニッポン放送制作、同時ネット）
- 7:25 - 交通情報
- 7:30
  - 金曜 - 得々タウンガイド
- 7:32 - ENEOSプレゼンツ あさナビ（ニッポン放送制作、2014年3月31日 - ）
- 7:40 - 歌のない歌謡曲（企画ネット番組）
- 7:55 - OBSニュース
- 8:00 - 日本全国8時です（TBSラジオ制作、同時ネット）
- 8:15 - 交通情報
- 8:20 - 天気情報
- 8:23 - 曜日別コーナー
- 8:30 - 武田鉄矢・今朝の三枚おろし（文化放送制作）
- 8:40 - 交通情報
- 8:43
  - 第4水曜 - 大山商事エコ物語
- 8:50 - 鈴木杏樹のいってらっしゃい（ニッポン放送制作）
- 8:55 - OBSニュース
- 9:00 - ここから北里出演
- 9:05 - くらしのたより（大分県からのお知らせ）
- 9:08 - 曜日別コーナー
- 9:20 - 移動献血車案内
- 9:25 - 天気情報
- 9:30
  - 木曜 - 木曜演歌
  - 金曜 - あなたの母校におじゃまします
- 9:40
  - 月 - 木曜 - ラジオショッピング
  - 金曜 - OBSラジオショッピング
- 9:45 - トピッカーHOT情報
- 9:50 - エンディング

| 大分放送（OBSラジオ） 平日朝のワイド番組 | 大分放送（OBSラジオ） 平日朝のワイド番組 | 大分放送（OBSラジオ） 平日朝のワイド番組 |
| 前番組                                   | 番組名                                   | 次番組                                   |
| ---------------------------------------- | ---------------------------------------- | ---------------------------------------- |
| おはようラジオ (8:20 - 9:55)             | 朝感ラジオ                               | スタート! (6:55 - 9:00)                  |

| スタブアイコン | サブスタブ | この項目は、まだ閲覧者の調べものの参照としては役立たない、ラジオ番組に関連した書きかけの項目です。この項目を加筆・訂正などしてくださる協力者を求めています（P:ラジオ/PJ:放送番組）。 |